# Базилика Канделарии (Канделария)
Королевская Базилика Канделария (исп. Basílica y Real Santuario Mariano de Nuestra Señora de la Candelaria) — католическая церковь, малая базилика, находящаяся в городе Канделария, Тенерифе, Канарские острова, Испания. Храм освящён в честь Пресвятой Девы Марии — Богоматери Канделарии, покровительницы Канарских островов — и является крупнейшим санктурием на Канарских островах. Базилика вместе с санктурием Девы Марии составляет единый религиозный комплекс и является центром католического паломничества. Возле церкви располагается доминиканский монастырь Сретения Господня и Музей Церковного искусства.

## История
Легенда гласит, что в 1390 году, когда власть испанцев на Тенерифе ещё не была установлена, двое местных жителей — гуанчей — загоняя домой коз, обнаружили, что некоторые из животных забрели в устье оврага.
Там, на скале, и был впервые обнаружен образ Богородицы из Канделарии, которая впоследствии была объявлена главной покровительницей Канарского архипелага. Образ девы был перенесен в пещеру, являвшуюся частью Гуимара — владения короля древнего царства гуанчей. Испанские завоеватели, придя на Тенерифе и обнаружив образ святой, которому гуанчи поклонялись как матери всех богов, пояснили им, что это — изображение Девы Марии.

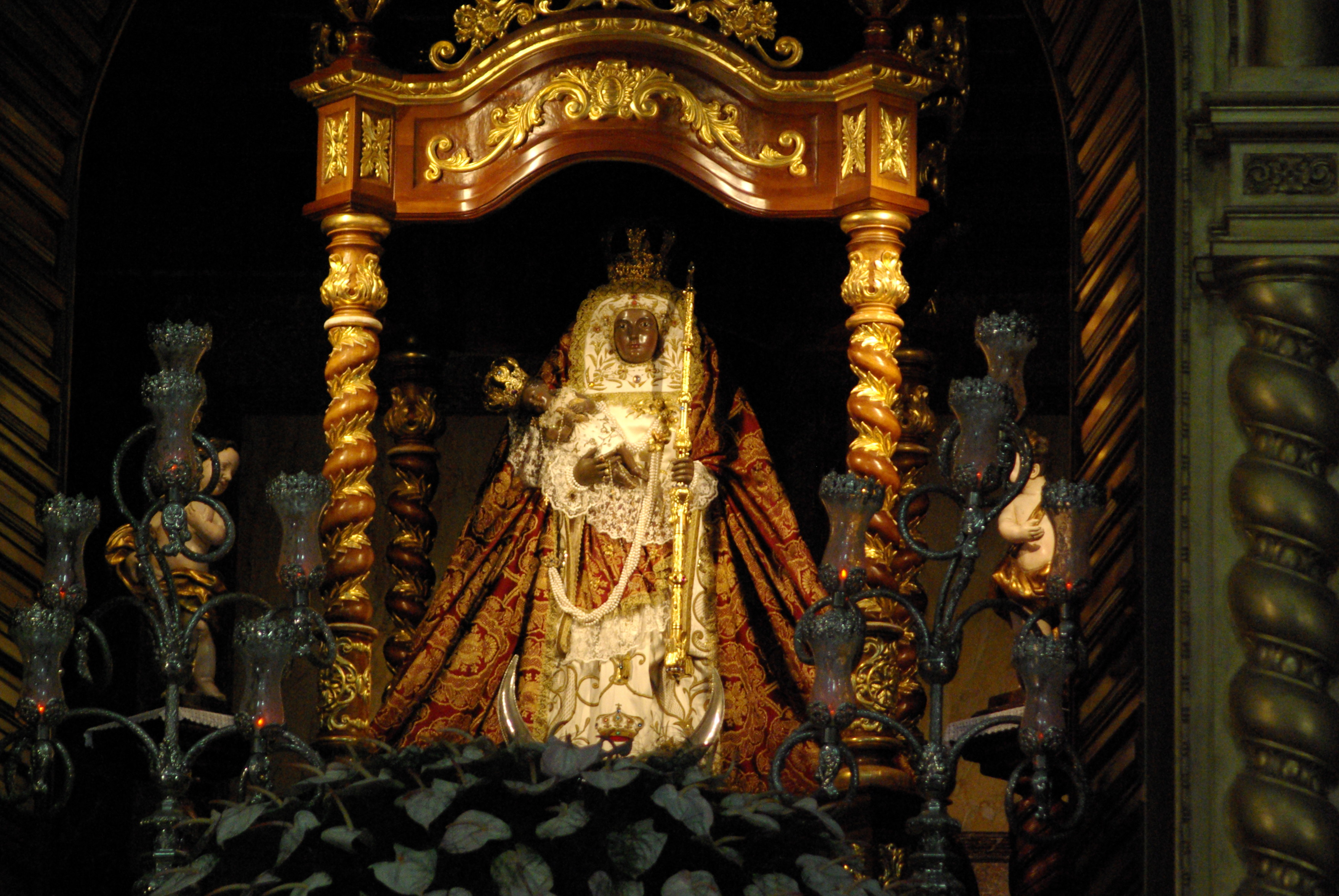
Богоматерь Канделария, покровительницы Канарских островов

В 1596 году король Филипп II предоставил санктурию право называться «королевским». Позже он построил несколько церквей в месте, где теперь стоит базилика.
Строительство современной базилики было начато в 1949 году на месте старого храма, уничтоженного пожаром в 1789 году и закончилось в конце 1958 года. 1 февраля 1959 года состоялось торжественное освящение храма.
24 января 2011 года Римский папа Бенедикт XVI возвёл церковь в ранг малой базилики. Торжественное освящение состоялось в праздник Сретения Господня 2 февраля этого же года епископом епархии Тенерифе.
На площади возле Базилики находится ещё одна достопримечательность — на набережной стоят огромные статуи вождей аборигенов островов — гуанчей.
Достопримечательности
- Статуя Пресвятой Девы Марии — Канделярии, автором которой является испанский скульптор Фердинанд Эстевес.

## Праздник
Местные жители дважды в год — 2 февраля и 15 августа — отмечают праздник в честь Девы де-ла-Канделария.
В ночь с 14-го на 15-е августа церковь остаётся открытой и её посещают тысячи паломников со всех Канарских островов, по традиции проделавшие весь путь пешком. Мероприятия включают театральные представления — явление Богородицы и шествия образа Девы Канделария по улицам. Этот праздник — важное событие в жизни архипелага с народными гуляниями и фейерверком. В феврале на площади базилики проходит факельное шествие.

## Галерея

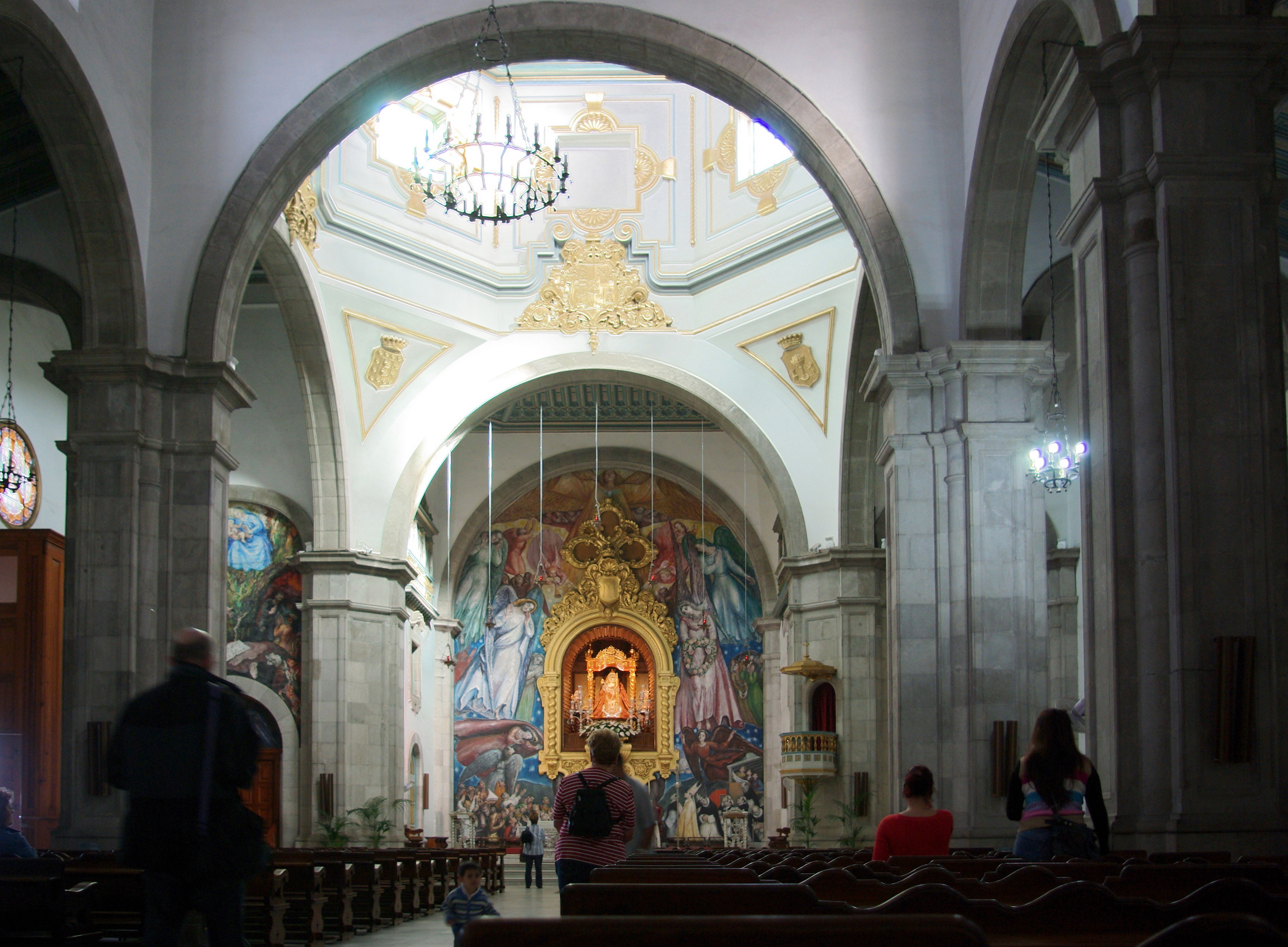
Интерьер Канделарии базилики
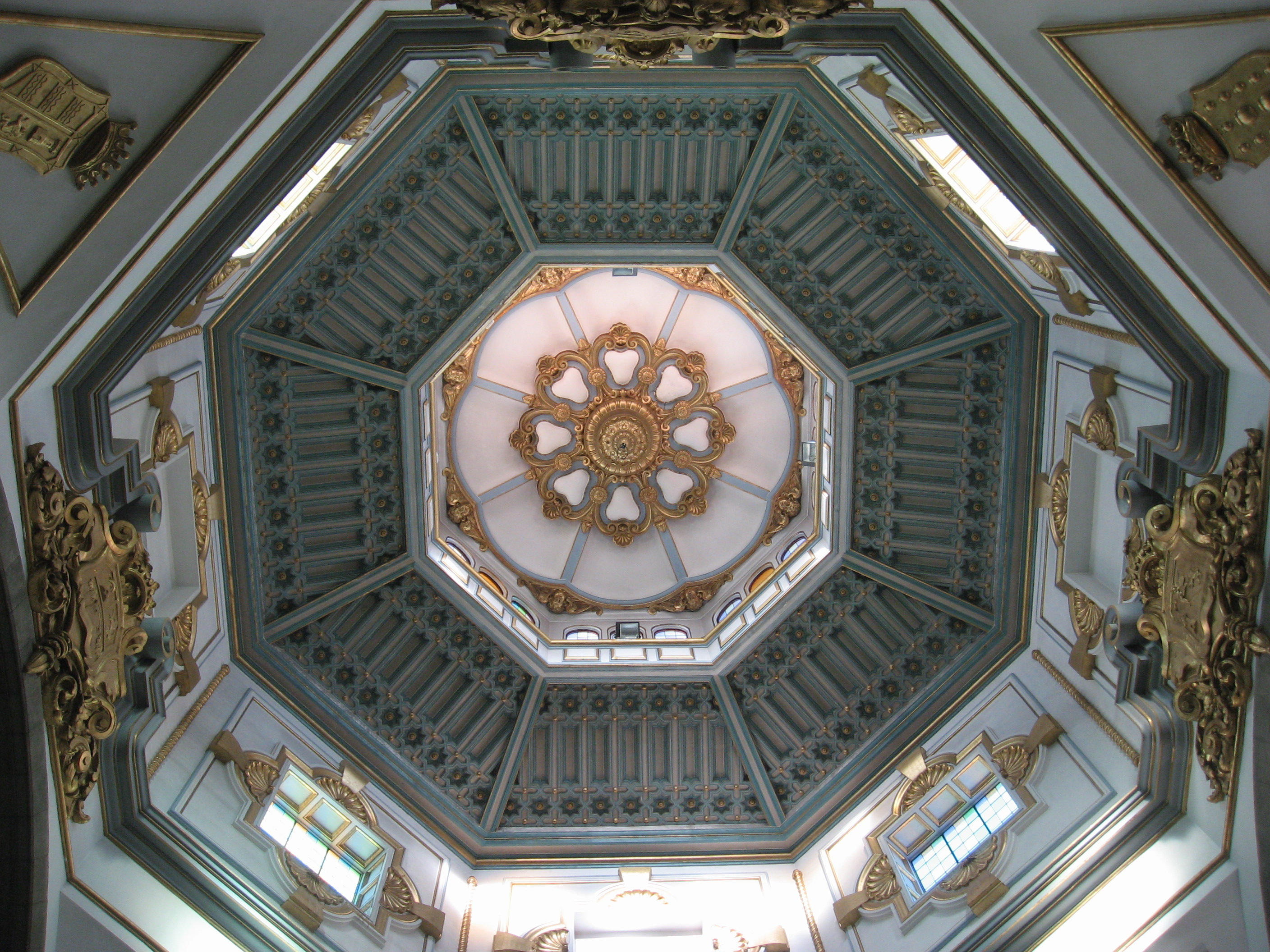
Купол храма
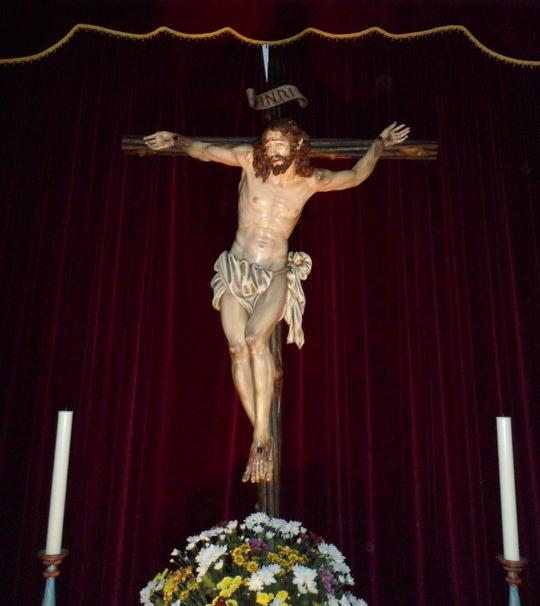
Образ Христа
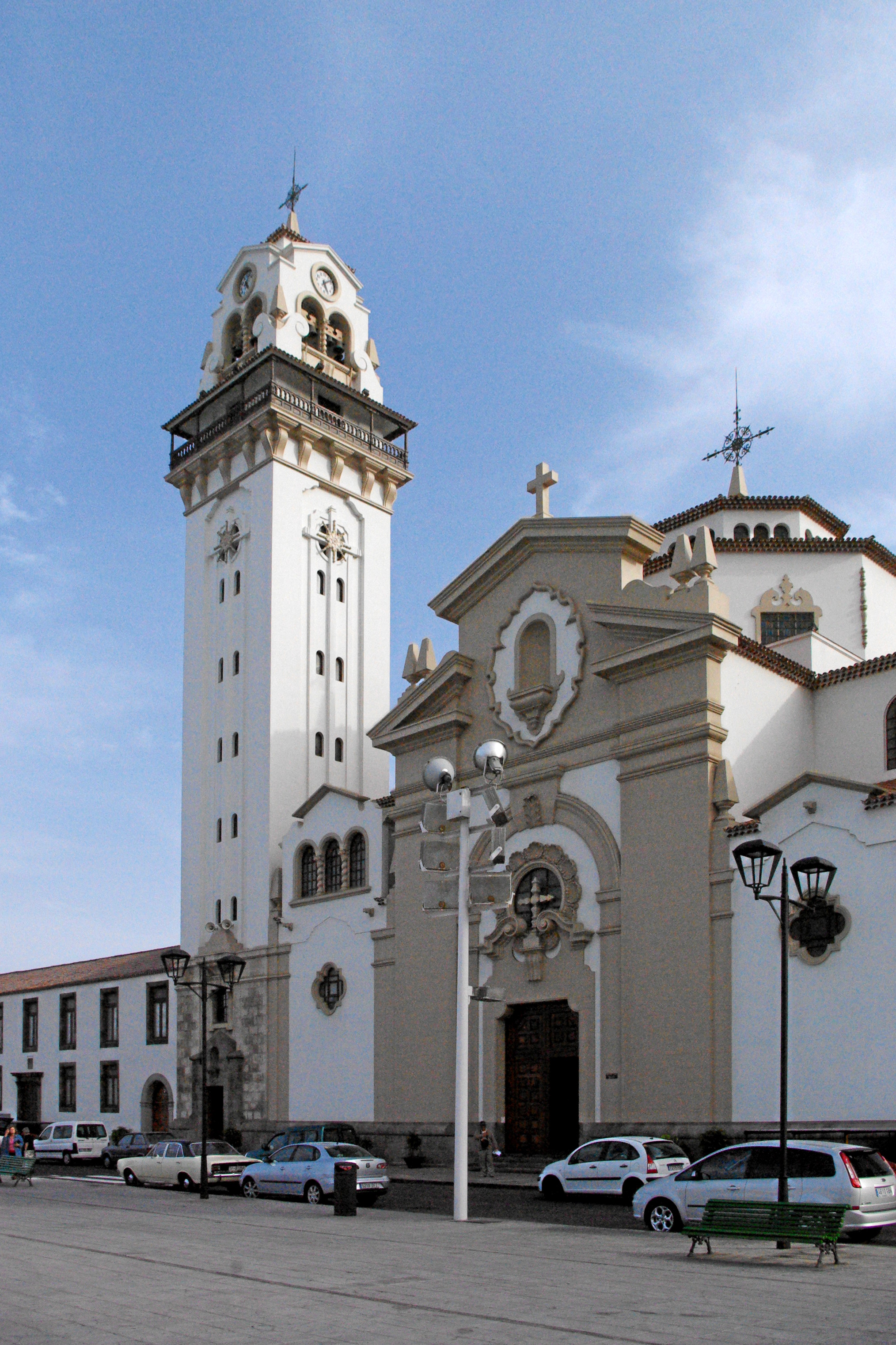
Колокольня базилики
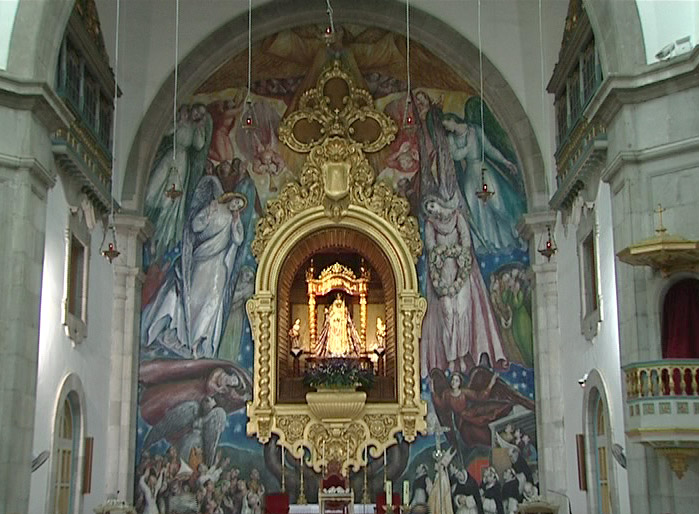
Главный престол
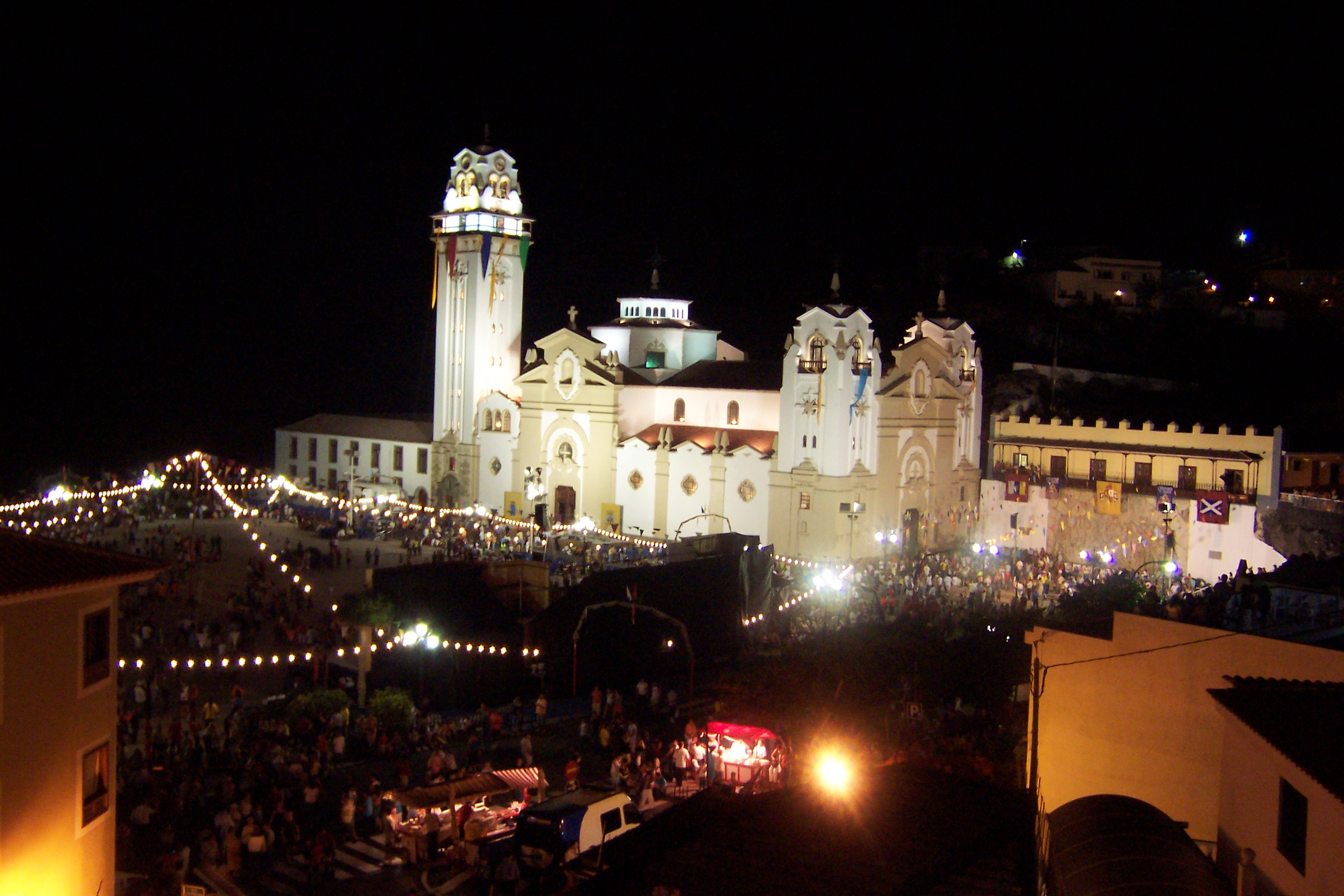
Вид базилики во время праздника Девы
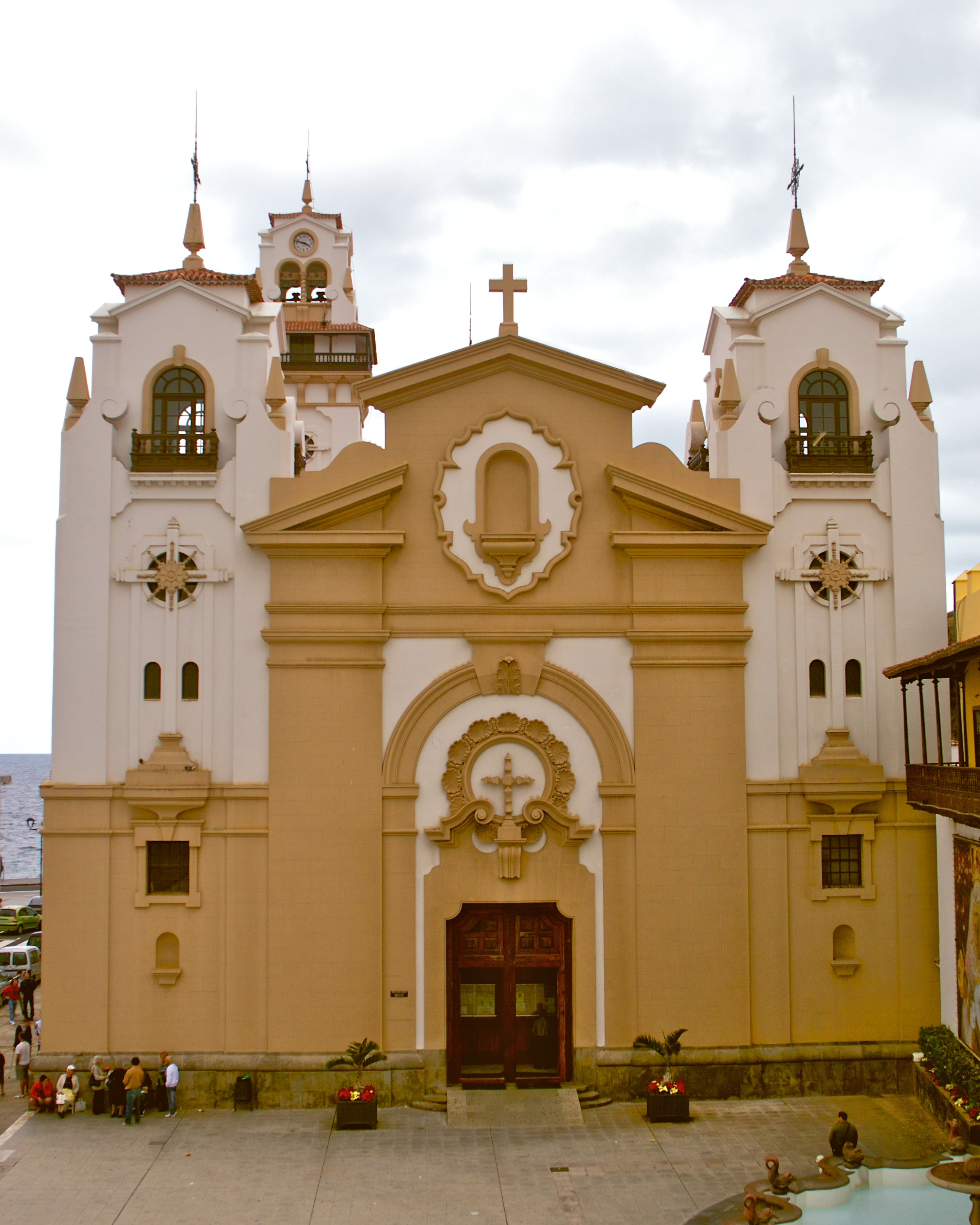
Фасад храма